# Hardi Bischof
Hardi Bischof (* 30. Juli 1957, heimatberechtigt in Eggersriet) ist ein Schweizer Politiker (SD).
Bischof wurde per 25. November 1991 als Nationalrat des Kantons Zürich gewählt. Am 3. Dezember 1995 schied er aus dem Amt aus.